# Deitrick Haddon
Deitrick Vaughn Haddon conhecido como Deitrick Haddon (Detroit, Michigan, Estados Unidos em 17 de Maio de 1973) é um cantor, compositor, produtor musical de música gospel, pastor e ator. Um artista popular conhecido por seu estilo contemporâneo da música, ele é bem conhecido por seus estilos gospel progressistas.

## Discografia
- 1995: Voices Of Unity: Come Into This House (Tyscot Records)
- 1997: Live The Life (Tyscot Records)
- 1998: This Is My Story (Tyscot Records)
- 1999: Chainbreaker (Tyscot Records)
- 2001: Nu Hymnz (Tyscot Records)
- 2001: Voices Of Unity: Supernatural (Tyscot Records)
- 2002: Lost And Found (Verity Records)
- 2004: Crossroads (Verity Records)
- 2004: Voices Of Unity: All Star Edition (Tyscot Records)
- 2005: Just The Hits (Tyscot Records)
- 2006: 7 Days (Verity Records)
- 2007: Voices Of Unity: Together in Worship (Tyscot Records)
- 2008: Revealed (Verity Records)
- 2010: Blessed & Cursed (Tyscot Records)
- 2011: Church on the Moon (Verity Records)
- 2012: A Beautiful Soul (Tyscot Records)